# Miguel Ángel Guerra
Miguel Ángel Guerra (Buenos Aires, 31 agosto 1953) è un ex pilota automobilistico argentino.
Fin dalla giovane età si appassionò al mondo dei motori, tanto che a 13 anni iniziò a fare il garzone in un'officina di Buenos Aires. Dopo aver iniziato la sua carriera in Sud America, diventando per tre volte campione argentino di Formula 2, si trasferì in Europa.
Corse nel Campionato europeo di Formula 2 nel 1979 e nel 1980, risultando il primo pilota a correre per la Minardi nella categoria. In questa classe automobilistica colse come miglior risultato un terzo posto all'Hockenheimring nel 1979.
Nel 1981 venne ingaggiato dalla Osella Corse per disputare il mondiale di Formula 1. La sua carriera nella massima serie però fu di breve durata. Complice una vettura poco competitiva, fallì la qualificazione nelle prime tre gare del campionato. A Imola si qualificò invece ventiduesimo, ma nel corso del primo giro rimase coinvolto in un incidente con Eliseo Salazar e si infortunò il piede sinistro. L'incidente e il conseguente infortunio segnarono di fatto la fine della sua carriera in Formula 1.
Negli anni successivi tornò a gareggiare in Sud America giungendo secondo in Formula 2 Codasur nel 1984, mentre si impose nel Campionato TC2000 del 1989 in Argentina.

## Risultati in Formula 1
| 1981 | Scuderia     | Vettura     |    |    |    |     |  |  |  |  |  |  |  |  |  |  |  |  |  | Punti | Pos. |
| ---- | ------------ | ----------- | -- | -- | -- | --- |  |  |  |  |  |  |  |  |  |  |  |  |  | ----- | ---- |
| 1981 | Osella Corse | Osella FA1B | NQ | NQ | NQ | Rit |  |  |  |  |  |  |  |  |  |  |  |  |  | 0     |      |

| Legenda | 1º posto     | 2º posto | 3º posto    | A punti         | Senza punti/Non class.  | Grassetto – Pole position Corsivo – Giro più veloce |
| Legenda | Squalificato | Ritirato | Non partito | Non qualificato | Solo prove/Terzo pilota | Grassetto – Pole position Corsivo – Giro più veloce |